# Kanton Lunéville-Sud
Kanton Lunéville-Sud (fr. Canton de Lunéville-Sud) byl francouzský kanton v departementu Meurthe-et-Moselle v regionu Lotrinsko. Tvořilo ho 17 obcí. Zrušen byl po reformě kantonů 2014.

## Obce kantonu
- Bénaménil
- Chanteheux
- Chenevières
- Crion
- Croismare
- Hénaménil
- Hériménil
- Jolivet
- Laneuveville-aux-Bois
- Laronxe
- Lunéville (jižní část)
- Manonviller
- Marainviller
- Moncel-lès-Lunéville
- Saint-Clément
- Sionviller
- Thiébauménil